# Alexander Sinclair (Eishockeyspieler)
William Alexander „Alex“ Sinclair (* 28. Juni 1911 in Liverpool, England, Vereinigtes Königreich; † 2. Oktober 2002 in Kettering, Ohio, USA) war ein kanadischer Eishockeyspieler.  

## Karriere
Alexander Sinclair begann seine Karriere als Eishockeyspieler bei den Fort William Maroons, für die er im Juniorenbereich von 1929 bis 1931 in der Thunder Bay Hockey League (TBHL) aktiv war. Anschließend verbrachte er zwei Spielzeiten bei den Lakehead Woodsmen in der Seniorenliga. Von 1933 bis 1936 spielte er für die Port Arthur Bearcats, mit denen er Kanada bei den Olympischen Winterspielen 1936 in Garmisch-Partenkirchen repräsentierte. Dabei erzielte er in sechs Spiele vier Tore und gewann mit seiner Mannschaft die Silbermedaille.
Im Anschluss an das Turnier kehrte Sinclair von 1936 bis 1939 in sein Geburtsland zurück und trat dort für die Wembley Monarchs in der English National League an. Von 1939 bis 1942 lief er in seiner kanadischen Wahlheimat für die Fort Frances Maple Leafs auf. Zuletzt spielte er zwei Jahre lang für die Port Arthur Shipbuilders. Nach seiner aktiven Karriere war er mehrere Jahrzehnte lang als Manager diverser Eishockeystadien tätig. 

## Erfolge und Auszeichnungen
- 1936 Silbermedaille bei den Olympischen Winterspielen
- 1987 Aufnahme in die Northwestern Ontario Sports Hall of Fame